# Пронин, Владимир Анатольевич
Владимир Анатольевич Пронин (27 мая 1969, Москва, СССР) — российский легкоатлет, девятикратный чемпион России (1992, 1993,1993 (в помещении), 1994, 1995, 1996, 1997, 1999, 2000), серебряный призер XVII Всемирной Летней Универсиады(1993), бронзовый призер Кубка Европы 1997, трехкратный победитель Клубных Кубков Европы (1997, 1998, 2000), участник Чемпионатов Мира (1993, 1995, 1997) и Олимпийских игр (1996, 2000). Экс-рекордсмен России в стипль-чезе (8.16.59) и действующий рекордсмен России на дистанции 2 мили (8.38,55).

## Итоги выступления на Чемпионатах России
| Год     | Место проведения | Занятое место | Дистанция  | Результат |
| ------- | ---------------- | ------------- | ---------- | --------- |
| 1992    | Москва           | 1             | 3000 м с/п | 8:41,45   |
| 1993    | Москва           | 1             | 3000 м с/п | 8:33,73   |
| 1993(п) | Москва           | 1             | 3000 м     | 8:02,11   |
| 1994    | Санкт-Петербург  | 1             | 3000 м с/п | 8:42,68   |
| 1995    | Москва           | 1             | 3000 м с/п | 8:27,74   |
| 1996    | Санкт-Петербург  | 1             | 3000 м с/п | 8:21,99   |
| 1997    | Тула             | 1             | 3000 м с/п | 8:33,11   |
| 1999    | Тула             | 1             | 3000 м с/п | 8:40,71   |
| 2000    | Тула             | 1             | 3000 м с/п | 8:27,15   |
| 2001    | Тула             | 3             | 3000 м с/п | 8:40,35   |

## Итоги выступления в мире
| Год  | Турнир                           | Место          | Результат                         |
| ---- | -------------------------------- | -------------- | --------------------------------- |
| 1993 | XVII летняя Универсиада, Буффало | 2              | 8:32,03                           |
| 1997 | XIX летняя Универсиада, Сицилия  | 4              | 8:31,35                           |
| 1994 | Чемпионат Европы, Хельсинки      | (3 пф) финал 5 | (8:29.35) 8:26.33                 |
| 1993 | Чемпионат мира, Штутгарт         | 7 (кв)         | 8:32.26                           |
| 1995 | Чемпионат мира, Гётеборг         | (4 кв)(3 пф)7  | (8:27.79 кв) (8:26.70 пф) 8:16.59 |
| 1997 | Чемпионат мира, Афины            | (4 кв)(7 пф)   | (8:25.95 кв)(8:29.39 пф)          |
| 1997 | Кубок Европы                     | 3              | 8:36.94                           |
| 1996 | Олимпийские игры, Атланта        | (6 кв)(10 пф)  | (8:29.49 кв) (8:34.79 пф)         |
| 2000 | Олимпийские игры, Сидней         | 34 кв          | 8:57.69                           |

## Интересная информация
- За всю свою спортивную карьеру Владимир Пронин пробежал дистанцию 3000 м с препятствиями 107 раз.
- В год установления рекорда России на дистанции 3000 м с препятствиями (8.16.59), на учебно-тренировочных сборах в Кисловодске, Владимир Пронин пробежал за март 856 км со средним темпом 3 минуты 47 секунд на километр.
- Владимир Анатольевич является автором «Настольной книги бегуна» (В разработке).